# 山元桜月
山元 桜月（やまもと おうげつ、明治22年（1889年） - 昭和60年（1985年））は、日本画家。画壇・画商との交流を断ち、富士山を描き続ける。

## 略伝
山元桜月は、明治22年（1889年）に滋賀県滋賀郡膳所町（現滋賀県大津市）で山元治三郎と庄子夫妻の三男として誕生した。父治三郎は山元家の入婿で、母庄子の末弟は近代京都画壇を代表する画家の一人山元春挙である。治三郎夫妻は子宝に恵まれ、六男二女の子をもうけ、桜月は四番目三男として生まれ三郎を名付けられ、叔父である春挙は幼い桜月の画才を見抜き、明治33年（1900年）桜月の入門を許し春汀の名を与え、以降厳しく実写の道を教えたと伝えられる。
桜月は才能を遺憾なく発揮し、大正3年（1914年）第8回文展において『奔流』が初入選し、以降文展・その後の帝展に連続入選を果たし、昭和3年（1928年）には帝展で推薦（無鑑査）と順調に地位を固めていった。その後、昭和8年（1933年）師であり叔父でもある春挙が亡くなると、昭和10年（1935年）には名を春汀から桜月に改め、帝展を退会し画壇から一歩身を引くと共に画商とのつき合いも断った。桜月が描く対象も一般風景から山岳画へと変わり、昭和14年（1939年）改組文展に『早春の芙蓉峰』を出品し、以降富士山を描き続け、翌15年（1940年）には山梨県の山中湖村に移住し、富士山の観察とスケッチに没頭した。
桜月が描く富士山の絵について、横山大観は「富士の真の姿を描いて行くのは桜月君が最もふさわしい画家」と評し、昭和30年（1955年）東京で開かれた桜月個展において川合玉堂は、多くの期待を持って個展を楽しんだと伝えられる。桜月は自著『神韻』の中で富士山を描くことに対して「芙蓉峰と雲の調和は他の高山に比類なき美の極地」、「先変万化の景観は、宇宙の無限大と等しく意義を示す世界無比の神秘」と称し、また後年「富士山を見ていたらその崇高な姿に魅入られ、誰も戦争など思い寄らないだろう。そして心から平和のためには力を合わすようになる。」との信念から、富士を描いた作品を世界の指導者に対して数多く寄贈した。昭和60年（1985年）に死去した。

## 作品
作品名：所蔵先
- 神嶺富士：ネルー首相（インド）、マッカーサー元帥、ケネディー・レーガン（アメリカ合衆国大統領）・ライシャワー（駐日アメリカ合衆国大使）、コスイギン首相・ブレジネフ書記長（ソビエト連邦）、毛沢東、周恩来、パウロ六世（ローマ法王）、ルーブル美術館、ロシア国立東洋美術館他
- 清浄乾坤：宮内省、永平寺、日本大学
- 盛夏の赤富士：ウ・タント（国際連合事務総長）、サダト（エジプト・アラブ共和国大統領）、宮内省他
- 乾坤生意：富士山本宮浅間大社他
- 朝陽に映ゆる富士：公安庁
- 冬の富士：国家地方警察本部
- 瑞雲旭光に映ゆ：小金井市公会堂
- 五月の富士：東本願寺
- 明けゆく富嶽：日本大学
- 夕日の富士：明治神宮
- 早暁の富士：明治神宮
- 暁の神嶺：宮内省
- 元旦の神嶺富士：宮内省
- 元旦の富嶽：宮内省
- 神光乾坤：マンスフィールド（駐日アメリカ合衆国大使）
- 白牡丹：秩父宮家
- 雲海富士：西田美術館
- 青富士：西田美術館

## 関連書籍
山元桜月に係る書籍
- 「山元桜月画集 第1輯」（美術工芸会 1937年）
- 「早苗会 追悼山元春挙先生展覧会図録」画「神國の象徴 山元櫻月」（芸艸堂 1939年）
- 「霊峰瑞色」（東京国立近代美術館 1942年）
- 「山元櫻月日本画展 神嶺富士を描く」（三越 1977年）
- 「神嶺富士」（神嶺富士編集委員会 三越 1985年）
- 「山元櫻月展 神嶺富士への道80年」（西田美術館 1996年）

著書
- 「神韻」（山月房 1938年）
- 「少年団研究15(10) 1938年10月」 P12「靈峯として仰ぐ富嶽の特徵」（大日本少年団聯盟）

## 係累
- 曾祖父：高田善右衛門
- 父：山元治三郎
- 母：庄子
- 子：山元護久
- 叔父：山元春挙